# 職業と家庭
『職業と家庭』（しょくぎょうとかてい）は、1958年4月14日から1960年3月16日までNHKで放送された中学校職業・家庭科向け学校放送番組である。

## 放送時間
| 期間     | 放送時間                                   |
| -------- | ------------------------------------------ |
| 1958年度 | 火曜日 13:00 - 13:22／月曜日 11:15 - 11:35 |
| 1959年度 | 火曜日 13:00 - 13:20／水曜日 11:15 - 11:35 |

1958年12月まではNHKテレビジョン、1959年1月以降はNHK総合テレビジョンとNHK教育テレビジョンで同時放送。

## 放送リスト
1958年度
- 1958年04月14日 かんづめ工場 月島かんづめ工場
- 1958年04月22日 自転車工場 大阪市浪速区自転車工場[1]
- 1958年05月13日 統計局[1]
- 1958年05月27日 能率と休養
- 1958年06月24日 保健婦 大阪市立都島保健所[1]
- 1958年07月08日 病人の家庭看護
- 1958年09月09日 電気器具工場 大阪市電気器具工場から  [1]
- 1958年09月30日 バスの車掌さん[1]
- 1958年10月14日 家庭の電気料
- 1958年10月28日 製紙工場[1]
- 1958年11月11日 たばこ工場[1]
- 1958年11月25日 手紙
- 1958年12月09日 車輌工場[1]
- 1959年01月13日 職業訓練所[1]
- 1959年01月27日 食卓の作法
- 1959年02月10日 偏食
- 1959年02月24日 燃料の知識
- 1959年03月10日 赤ちゃん

1959年度
- 1959年04月21日 卒業生の進路[2]
- 1959年05月12日 中小企業 商店集団就職[2]
- 1959年05月26日 新しい農業 千歳郡泉郷[2]
- 1959年06月09日 梅雨時の衛生 [2]
- 1959年06月23日 食料品工業 [2]
- 1959年07月07日 せんい工業 [2]
- 1959年09月15日 家庭工作[2]
- 1959年09月29日 既製服工場 [2]
- 1959年10月13日 工作機械工場 [2]
- 1959年10月27日 自動車工場 整備工場に働く整備士[2]
- 1959年11月17日 造船所[2]
- 1959年12月01日 高等学校産業科 [2]
- 1959年12月15日 調理[2]
- 1959年12月22日 集団就職生のその後
- 1960年01月19日 これからの被服 [2]
- 1960年02月02日 工作機械[2]
- 1960年02月16日 公共職業訓練所 私の訓練所生活[2]
- 1960年03月01日 保育所 ある保母さんの一日[2]
- 1960年03月15日 就職する人のために 先輩に体験をきく